# Laura Ingalls Wilder
Laura Ingalls Wilder (7. února, 1867 – 10. února 1957) byla americká farmářka, novinářka a spisovatelka, kterou proslavila její dětem určená autobiografická knižní série Domeček na prérii (Little House on the Prairie), založená na životě její rodiny na Středozápadě. Knihy série byly přeloženy do řady jazyků (včetně češtiny a slovenštiny) a posloužily jako předloha vícero filmům, seriálům a muzikálu. Její autobiografie Průkopnice (Pioneer Girl), která zahrnuje i části, které do verze pro děti nezahrnula kvůli nevhodnosti, vyšla až dlouho po její smrti v roce 2014.
Je považována za jednu z nejvýznamnějších amerických autorek dětské literatury, existuje několik muzeí, které připomínají ji a její dílo. Association for Library Service to Children po ní pojmenovala cenu, kterou od roku 1954 uděluje autorům a ilustrátorům dětské literatury a jíž je Laura Ingalls Wilder první nositelkou. V roce 2018 však společnost cenu přejmenovala s odůvodněním, že dílo Wilderové není v souladu s hodnotami společnosti, neboť její knihy údajně obsahují rasistické stereotypické charakteristiky nebílých obyvatel, zejména původních obyvatel Ameriky. Ty označovala výrazem Indiáni, který je v USA považován za urážlivý. Šlo především o větu, kterou hlavní postava knihy pronesla o stěhování do Kansasu: „...nebyli tam žádní lidé. Žili tam pouze Indiáni.“ Ovšem sama autorka se v 50. letech za tuto větu omluvila s tím, že neměla v úmyslu naznačovat, že Indiáni nejsou lidé a nechala větu opravit a slovo „lidé“ změnila na „osadníci“. I přesto se deník USA Today o jejím díle vyjádřil jako o znepokojujícím. Na obranu Wilder se postavil např. známý herec William Shatner, za což si následně vysloužil vlnu kritiky.